# هزارپای کله قرمز بزرگ
هزارپای سرسرخ بزرگ (نام علمی: Scolopendra heros) یک هزارپای بومی آمریکای شمالی است.